# Черновский сельсовет (Кыштовский район)
Черно́вский сельсове́т — сельское поселение в Кыштовском районе Новосибирской области России.
Административный центр — село Черновка.

## География
Территория поселения общей площадью 237,07 км² расположена на расстоянии 630 километров от областного центра и в 188 километрах от ближайшей железнодорожной станции Чаны. Сельское поселение занимает не очень выгодное экономико-географическое положение.

## История
Черновский сельсовет образован в 1926 году.

## Население
| 2002 | 2008 | 2010 | 2012 | 2013 | 2014 | 2015 |
| ---- | ---- | ---- | ---- | ---- | ---- | ---- |
| 461  | ↘400 | ↘295 | ↘279 | ↘262 | ↘236 | ↘234 |
| 2016 | 2017 | 2018 | 2019 | 2020 | 2021 |      |
| ↘231 | ↘218 | ↘205 | ↘201 | ↘194 | ↘181 |      |

По этническому составу население в основном русское.

## Состав сельского поселения
| № | Населённый пункт | Тип населённого пункта       | Население |
| - | ---------------- | ---------------------------- | --------- |
| 1 | Черновка         | село, административный центр | ↘275      |
| 2 | Ядкан            | деревня                      | ↘20       |